# Saint-Aubin-sous-Erquery
Saint-Aubin-sous-Erquery település Franciaországban, Oise megyében. Lakosainak száma 348 fő (2022. január 1.). Saint-Aubin-sous-Erquery Rémécourt, Breuil-le-Sec, Erquery, Lamécourt, Maimbeville, Nointel és Noroy községekkel határos.

## Népesség
A település népessége az elmúlt években az alábbi módon változott:
| Lakosok száma | 320  | 332  | 339  | 336  | 332  | 332  | 332  | 339  | 348  |
|               | 2013 | 2015 | 2016 | 2017 | 2018 | 2019 | 2020 | 2021 | 2022 |